# Lockhart Muirhead
Pour les articles homonymes, voir Muirhead.
Lockhart Muirhead est un zoologiste britannique né en 1765 et mort en 1829, membre de l'Université de Glasgow.

## Biographie
Né en 1765, Lockhart Muirhead est le fils de Elizabeth Muirhead et Patrick Muirhead, un ministre du culte écossais.
Il est diplômé MA (maîtrise universitaire ès lettres) , LL.D. (Doctor of Laws),.
Il voyage sur le continent à la veille de la révolution. Ses connaissances en français et en italien lui permettent d'enseigner ces deux langues à l'Université de Glasgow et de publier une grammaire française.
En 1795 il est nommé « later Professor » d'Histoire naturelle. L'été 1807 il se rend à Londres pour superviser l'emballage et l'expédition à Glasgow des collections léguées par William Hunter qui sont à l'origine du Hunterian Museum and Art Gallery dont il deviendra conservateur. La même année, il obtient la chaire royale de zoologie de l'université de Glasgow, où il enseignera en tant que « Regius Professor » d'Histoire naturelle jusqu'en 1829. Parallèlement, de 1795 à 1823, il est bibliothécaire à la bibliothèque de l'Université.
Il a régulièrement écrit dans la Monthly Review et la Edinburgh Review à propos d'histoire naturelle ou de sujets italiens. Il fait la critique de l'ouvrage français Philosophie zoologique dont il fait un résumé et s'intéresse tout particulièrement aux théories de Lamarck qu'il trouve finalement « plus ingénieux que convaincant » mais dont il approuve la réfutation des caractères spécifiques permanents et sa théorie d'évolution graduelle malgré son éducation religieuse.
Son fils, James Patrick Muirhead (1813-1898) est un auteur à qui l'on doit notamment une vie de James Watt,
Lockhart Muirhead meurt en 1829.

## Systématique
On lui on doit d'avoir publié en 1819 les taxons Gliridae et Glirinae ainsi que les taxons obsolètes Glirini, Maki, Sarigue, Maki mongous, Mococo, Saki...

## Publications
- 1803 : (en) Muirhead, Lockhart,1765 or 6-1829. Journals of travels in parts of the late Austrian Low Countries, France, the Pays de Vaud, and Tuscany, in 1787 and 1789. London,Printed by A. Strahan for T.N. Longman and O. Rees,1803.
- 1803 : (en) Lockhart Muirhead. Journals of Travels of The Late Austrian Low Countires. Publié par A.Strachan printers, 1803.
- 1813 : (en) [LAMARCK J.-B.-A. DE MONET DE] [LOCKHART MUIRHEAD], 1813. Lamarck’s Zoological Philosophy, Monthly Review, 2nd ser., 65, pp. 473–484
- 1813 : (en) [LAMARCK J.-B.-A. DE MONET DE] [Lockhart Muirhead], 1813. Lamarck’s Zoological Philosophy, Monthly Review, 2nd ser., 70, pp. 481–490
- 1819 : (en) Muirhead, L. 1819 : Mazology. Dans The Edinburgh encyclopaedia, D. Brewster, ed., 4e édition ed., William Blackwood, Edinburgh, tome 13, pages 393-486
- 1819-1820 : (en) [LAMARCK J.-B.-A. DE MONET DE] [LOCKHART MUIRHEAD?], 1819-1820. Lamarck’s Nat. Hist. of Animals without Vertebræ, Monthly Review 90, pp. 485–498 et 91, pp. 512–520.